# Germain Delavigne

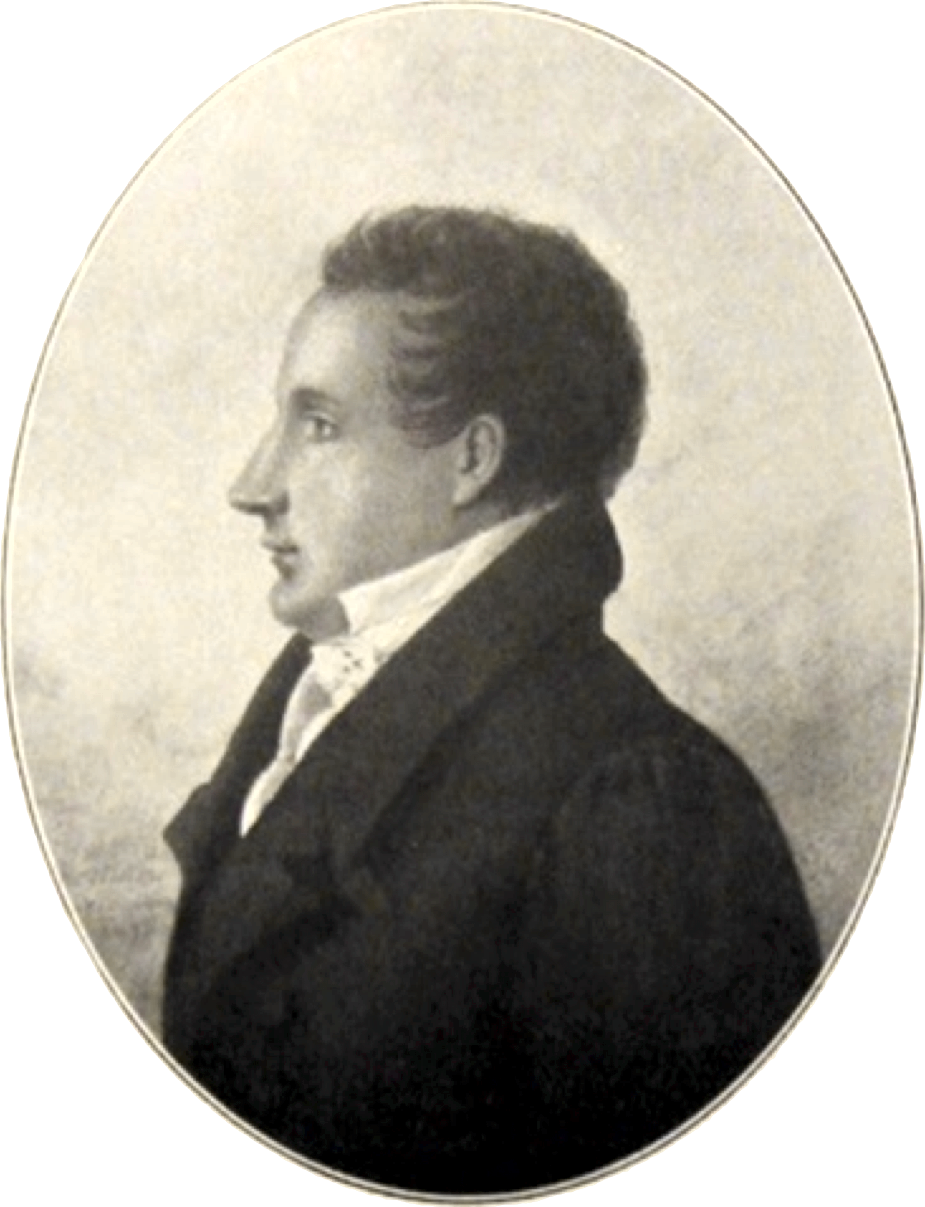
Germain Delavigne. Porträt von Hortense de Beauharnais.

Germain Delavigne (* 1. Februar 1790 in Giverny; † 3. November 1868 in Montmorency), war ein französischer Dichter, Librettist und Liedtexter.
Germain Delavigne, Bruder des als Lyriker und Dramatiker bedeutenderen Casimir Delavigne, hat sich als Verfasser von Vaudeville- und Operntexten einen Namen gemacht. Zusammen mit Eugène Scribe lieferte er die Libretti zu La muette de Portici (Die Stumme von Portici) und La neige, ou Le nouvel Éginard (Der Schnee) von Daniel-François-Esprit Auber sowie zu Robert le diable (Robert der Teufel) und Les Huguenots (Die Hugenotten) von Giacomo Meyerbeer.